# Вавилонская башня (гравюра Эшера)
«Вавилонская башня» — ксилография 1928 года нидерландского художника Эшера. Она запечатлевает сюжет библейского предания, изложенного во 2 главе «Ноах» книги Бытия. Согласно этому преданию, после Всемирного потопа человечество было представлено одним народом, решившим построить город Вавилон и башню высотой до небес. Разгневанный Бог решил проучить дерзких людей и создал различные языки. Таким образом люди не могли больше понимать друг друга, и строительство Башни было остановлено.

## Место в творчестве
Хотя Эшер считал произведения, выполненные до 1935 года, не представляющими художественного интереса, называя их малозначительными и «по большей части упражнениями», некоторые из них, в том числе «Вавилонская башня», наметили дальнейшее развитие его творчества. Эта работа демонстрирует его зарождающийся интерес к перспективе и необычным ракурсам, которые станут отличительными признаками его поздних, более известных работ.

## Отличительные особенности
В отличие от многих других изображений библейской истории, таких как картины Питера Брейгеля Старшего «Вавилонская башня» или «Смешение языков» Гюстава Доре, Эшер изображает башню как геометрическую структуру и располагает зрителя как бы над башней. Это позволяет ему проявлять своё мастерство работы с перспективой, выбирая верхнюю часть башни в качестве центра картины, запечатлевающей кульминационный момент действия.